# サラダ十勇士トマトマン
『サラダ十勇士トマトマン』（サラダじゅうゆうしトマトマン）は、1992年4月3日から1993年3月27日までテレビ東京系列局で放送されていたテレビアニメである。テレビ東京、TXN九州（TVQ。現在のTVQ九州放送）、読売広告社、学研の共同製作。全50話。
テレビ東京系列のアニメでは、現時点でTVQが製作に参加した唯一の作品となっている。

## 概要
本作は芸術文化振興基金助成事業の一環として制作された。
野菜・果物・昆虫などを擬人化したキャラクターが登場する、ファンタジー色の強い集団ヒーローアニメ。ムシムシ族の悪巧みからサラダの国を守るため、トマトの擬人化キャラクターである主人公の少年・トマトマンとその仲間たちによる「サラダ十勇士」が活躍するというのが本作のストーリーの大筋である。
キャラクターのモチーフとなった野菜や果物はキャラクターそれぞれの名前とリンクしており、一目で「キャラクター名＝キャラ造形の元になった野菜（果物）名」が判るようになっている。タイトルにもなっている"サラダ十勇士"は『真田十勇士』のもじりであり、モデルにもなっている。作品のモチーフの関連で、メインスポンサーにカゴメが名前を連ねている。
放送期間中、学研マーケティングと講談社とポプラ社から本作の絵本が出版された。また、講談社の『おともだち』と『たのしい幼稚園』1992年5月号 - 1993年4月号にも本作の連載があった。
DVDの発売は現在もされていない。

## 登場人物

### 十勇士
トマトマン
声 - 愛河里花子
主人公。サラダ十勇士のリーダー的存在。ドジだが純粋で優しい男の子。モモモ姫のことが好き。けん玉が大の得意。
ウメ法師
声 - 八奈見乗児
サラダ十勇士の最年長。博識で参謀的存在。
そんなバナナ
声 - 亀山助清
とても臆病で、怖がったり都合が悪くなったりすると顔を皮で隠す。
ホレタスおばさん
声 - 堀越真己
ふくよかで穏やか。料理が得意。
ダンシャク
声 - 小形満
熱血漢だが気が短い。語尾に「じゃい」を付ける。
ピーマンシスター
声 - 前田雅恵
教会で子供たちの世話をしている。
あたしダーレモン
声 - 深居みさ
毎回画面に向かって「あたしダーレモン」と聞いてくる。
ナップル博士
声 - 藤原啓治
頭脳明晰な十勇士のブレイン。いろいろな発明品を作り出している。
ニンジン忍者
声 - 鈴木祐子
忍者なだけあり、運動神経が優れていてストイックな性格。
オニオン
声 - 野村真弓
パット、ピット、プット、ポット
グリーンピースの四つ子ヒーロー。豆のさやの様な形の船に乗っている。

### サラダの国
オメロン王
声 - 神山卓三
サラダの国の国王。モモモ姫の父。
モモモ姫
声 - 遠藤みやこ
オメロン王の娘。美しく心優しいお姫様で、トマトマンの意中の人。
ミカン王子
声 - 置鮎龍太郎
ユズ長老
声 - 緒方賢一
ヒカル坊
声 - 野村真弓
メロンプリンス
声 - 渕崎ゆり子
パパイヤ姫
声 - 西原久美子
パパイヤ
声 - 小形満
パパイアン
声 - 村松康雄
カボチャおじさん
声 - 菅原淳一
キューリ夫人
声 - 江沢昌子
マロン麿
声 - 佐々木望
スモモ
声 - 伊藤美紀
マクフウリック
声 - 菅原淳一
ヒキタレンコン
声 - 田仲美夕紀
カリフラワー
声 - 堀本等
ハクサイ
声 - 三木眞一郎
サトイモ
声 - 小桜エツ子
イン・ゲン
声 - 鈴木勝美
金時
声 - 藤原啓治
キャプテンココナッツ
声 - 村松康雄
バンプー
声 - 藤原啓治
ダイコン
声 - 亀山助清
ガーリック
声 - 永山あけみ
コーンJr.
声 - 渕崎ゆり子
ハクサイ
声 - 小島敏彦
はくさい
声 - くればやしたくみ
リンゴー姫
声 - 野村真弓
プチトマト
声 - 渡辺菜生子
ダイコン伍長
声 - 仲木隆司
パセリ
声 - 石田彰
いまイチゴ
声 - 永山あけみ
ブドウスキーマスカット
声 - 永山あけみ
キュータロウ
声 - 亀井芳子
スイッカ殿下
声 - 緒方賢一
スイートポテト
声 - 山田妙子
ポテトの父
声 - 小形満
ポテトの母
声 - 鈴木祐子
みょうがおばさん
声 - 種田文子
マッシュ
声 - 真殿光昭

### ムシムシ族
バタフライ
声 - 本多知恵子
カマキリ卿
声 - 千葉繁
デカブトン
声 - 桜井敏治
テントピー
声 - 小桜エツ子
クイーンバタフライ
声 - 小原乃梨子
ミンミンスキー
声 - 滝口順平
コレッキリギリス博士
声 - 小形満

### その他
コンピューター
声 - 小桜エツ子

## スタッフ
- 原案・総監督 - 笹川ひろし
- 企画 - 大野実（読売広告社）、大西邦明（学研）
- シリーズ構成 - 桜井正明
- キャラクターデザイン - 上北双子、橋本とよ子
- 音楽 - Edison
- 美術監督 - 東條俊寿
- 音響監督 - 藤山房伸
- 監督 - 松浦錠平
- プロデューサー - 池田朋之（テレビ東京）、深瀬直治（TVQ）、長谷川徹（学研）
- 撮影監督 - 金子仁
- 撮影 - 角原幸枝、熊谷正弘、山田廣明（東京アニメーション・フィルム）
- 編集 - 鶴渕友彰
- 現像 - IMAGICA
- タイトル - マキ・プロ
- 音響効果 - 井上裕（アニメサウンド・プロダクション）
- 録音スタジオ - 東京テレビセンター
- 音響制作 - ザックプロモーション
- 録音調整 - 佃安夫
- 制作進行 - 広川隆志、関裕幸、井上貴夫、村上杉郎、大西景介、宇佐美祐介 他
- 制作デスク - 村竹保則（ライフワーク）
- 制作担当 - 津村豊
- 制作協力 - ライフワーク
- 制作プロデューサー - 栃平吉和（アニメーション21）、上田和成（読売広告社）
- アニメーション制作 - アニメーション21
- 製作 - テレビ東京、TVQ、読売広告社、学研

### 各話スタッフ
- 脚本 - 桜井正明、中弘子、大橋志吉、高山鬼一、井上美保子、平見瞠、池野みのり
- 絵コンテ／演出 - 松浦錠平、高松信司、又野弘道、ワタナベシンイチ、榊原純、大庭秀昭、石崎すすむ、細田雅弘、池端隆史、福多潤、太田ひろし、香川浩
- 作画監督 - 進藤満尾、増谷三郎、香川浩、高木信一郎

## 主題歌
以下の2曲を収録したCDは、ビクター音楽産業から発売された。

### オープニングテーマ
「ヴェジタブル マイ ラヴ」
作詞 - 津田義彦 / 作曲 - 大谷明裕 / 編曲 - 伊豆のりお / 歌 - 晴山さおり

### エンディングテーマ
「サラダ十勇士トマトマン」
作詞 - 津田義彦 / 作曲 - 大谷明裕 / 編曲 - 伊豆のりお / 歌 - 晴山さおり

## 各話リスト
1. 勇者は真っ赤っか
2. ポロロン!竜のなみだ
3. きらいきらい!モモモ姫
4. バタフライはピザが好き
5. 幽霊森に消えたモモモ姫
6. スイートポテトと地下の町
7. サラダの国の恐怖の大予言
8. ホレタスグルメ大作戦
9. ニンジン忍者の宝箱
10. リンゴー王のクールなおくちもの
11. ナップル博士のとめとめかめら
12. コンコン泉の水中戦
13. 走れ!サラダスロン
14. ライバルはメロンプリンス
15. 主役は私 ダーレモン
16. ピーマン先生大キライ
17. 葉っぱですっぱい大失敗
18. こわれたトマコプター!?
19. そんなバナナの片思い
20. 小さな勇士の大てがら
21. 登場!十一番目の勇士
22. 空飛ぶピンクの招きブタ
23. 救え!小さくなったモモモ姫
24. ドラキューリがやってきた
25. モモモ姫の秘密の絵日記
26. ミンミンスキーは歌が好き
27. 原始時代のトマトマン!?
28. あたしダーレモンはデザイナー
29. オレは海賊ココナッツ
30. 出動!魔法のミニトマト
31. 正義の味方パパイヤ姫参上!
32. モテモテトマトの大ピンチ
33. 心をうつす魔法の鏡
34. 能あるバナナは顔をかくす
35. 星の王様スターキング
36. 決死のマジック大脱出
37. ウラナイ花で早起きバッチリ
38. クリスマスはさんざんクロース
39. スーパースターに大作戦
40. モーレツ大食いチャンピオン
41. モモモ姫はあやつり人形
42. 恋するカマキリ卿
43. ほら吹きホラフキン
44. 走れ!きかん車サラダ号
45. 登場!クイーンバタフライ
46. ゴリちゃんは美人が大好き
47. ラッキーベビーかぼっちゃん
48. バタフライはモモモ姫
49. 未来を守る幸せの木
50. サラダ王国よ永遠に

## 放送局
| 放送対象地域   | 放送局         | 系列           | 放送日時 | 備考                                                               |
| -------------- | -------------- | -------------- | --- | ------------------------------------------------------------------ |
| 関東広域圏     | テレビ東京     | テレビ東京系列 | 金曜 18:30 - 19:00 （第1話 - 第38話） 土曜 18:00 - 18:30 （第39話 - 第50話）                                                                              | 製作局                                                             |
| 福岡県         | TXN九州        | テレビ東京系列 | 金曜 18:30 - 19:00 （第1話 - 第38話） 土曜 18:00 - 18:30 （第39話 - 第50話）                                                                              | 製作局                                                             |
| 北海道         | テレビ北海道   | テレビ東京系列 | 金曜 18:30 - 19:00 （第1話 - 第38話） 土曜 18:00 - 18:30 （第39話 - 第50話）                                                                              | 同時ネット                                                         |
| 岡山県・香川県 | テレビせとうち | テレビ東京系列 | 金曜 18:30 - 19:00 （第1話 - 第38話） 土曜 18:00 - 18:30 （第39話 - 第50話）                                                                              | 同時ネット                                                         |
| 愛知県         | テレビ愛知     | テレビ東京系列 | 火曜 19:00 - 19:30 （第1話 - 第33話） 木曜、金曜10:00-10:55 (34話-37話)(2話連続放送) 火曜 07:35 - 08:05 （第38話） 土曜 18:00 - 18:30 （第39話 - 第50話） | 遅れネット → 同時ネット 遅れネット時代には放送休止になる場合もあり |
| 大阪府         | テレビ大阪     | テレビ東京系列 | 土曜 18:00 - 18:30 （第39話 - 第50話） | 遅れネット → 同時ネット                                            |
| 岩手県         | テレビ岩手     | 日本テレビ系列 | 水曜 16:00 - 16:30 |                                                                    |
| 石川県         | テレビ金沢     | 日本テレビ系列 | 木曜 17:00 - 17:30 | 放送期間は1993年4月15日 - 1994年4月7日                             |
| 日本全域       | AT-X           | CSチャンネル   | 水曜 08:30 - 09:00 （2010年9月22日 - 2011年8月31日） | 同日にリピート放送あり 2012年1月4日から同年3月13日にも放送         |